# Madeurycoccus
Madeurycoccus är ett släkte av insekter. Madeurycoccus ingår i familjen ullsköldlöss.
Kladogram enligt Catalogue of Life:
| Madeurycoccus | \| \| Madeurycoccus bicolor \| \| \| \| \| \| Madeurycoccus guari \| \| \| \| |
|               | \| \| Madeurycoccus bicolor \| \| \| \| \| \| Madeurycoccus guari \| \| \| \| |
|               | Madeurycoccus bicolor                                                         |
|               |                                                                               |
|               | Madeurycoccus guari                                                           |
|               |                                                                               |